# Сахалин (серия паромов)
«Сахали́н» — серия советских паромов ОАО «Сахалинское морское пароходство», задействованных в паромной переправе Ванино — Холмск. Паромы осуществляют перевозку наливных грузов в цистернах, скоропортящихся грузов в рефрижераторных вагонах, рефрижераторных секциях и вагонах-термосах, опасных грузов, легковых и грузовых автомобилей, а также пассажиров. Все суда проекта 1809 были построены на судостроительном заводе «Янтарь» в Калининграде, самый первый паром серии был введён в строй в феврале 1973 года, последний — 30 сентября 1992 года. По состоянию на 2014 год действовало 3 парома (Сахалин-8, Сахалин-9, Сахалин-10), остальные 7 паромов списаны и утилизированы.

## Список паромов
| Паром      | Рег. №  | Стр. № | Номер ИМО | Построен   | Статус                                                                                         |
| ---------- | ------- | ------ | --------- | ---------- | ---------------------------------------------------------------------------------------------- |
| Сахалин-1  | М-31608 | 140    | 7223601   | 02.1973    | списан в 1997                                                                                  |
| Сахалин-2  | М-31708 | 141    | 7369950   | 01.1974    | списан в 1996                                                                                  |
| Сахалин-3  | М-31718 | 142    | 7436600   | 12.1974    | списан в 1997                                                                                  |
| Сахалин-4  | М-33520 | 143    | 7529706   | 09.1975    | списан в 1998                                                                                  |
| Сахалин-5  | М-33597 | 144    | 7640809   | 09.1976    | списан в 1997                                                                                  |
| Сахалин-6  | М-34816 | 145    | 7833080   | 01.1979    | продан в 2002 Правительству Москвы, работал в Чёрном море как «Юрий Долгорукий», списан в 2005 |
| Сахалин-7  | М-35390 | 146    | 8033338   | 09.01.1982 | списан в 2013                                                                                  |
| Сахалин-8  | М-40193 | 147    | 8330516   | 04.01.1985 | действует                                                                                      |
| Сахалин-9  | М-40243 | 148    | 8728543   | 05.12.1986 | действует                                                                                      |
| Сахалин-10 | М-43399 | 149    | 8857667   | 30.09.1992 | действует                                                                                      |

## Технические данные
Несмотря на то, что все паромы строились по одному типовому проекту, между ними имеются некоторые различия в технических параметрах.
- Дедвейт — 2427 т (Сахалин-7, Сахалин-8); 3030 т (Сахалин-9); 2820 т (Сахалин-10)
- Валовая вместимость — 8516 т (Сахалин-7); 8530 т (Сахалин-8, Сахалин-9, Сахалин-10)
- Длина габаритная — 127,02 м (Сахалин-7); 127,30 м (Сахалин-8, Сахалин-9, Сахалин-10)
- Ширина габаритная — 20,32 м
- Высота борта — 14,70 м
- Осадка — 6,60 м
- Скорость — 16,80 узлов (Сахалин-7, Сахалин-8, Сахалин-9); 16,20 узлов (Сахалин-10)